# گودی گیجگاهی
گودی گیجگاهی (به انگلیسی: temporal fossa) فرورفتگی کم‌عمقی است در دو سوی جمجمه انسان و دیگر جانوران که توسط خط‌های گیجگاهی مرزبندی شده و در انتها به استخوان گونه می‌رسد. بخش دیگری شبیه به این گودی با نام گودی فروگیجگاهی (infratemporal fossa) پایین‌تر از آن قرار دارد که توسط بافت‌هایی از سوراخ استخوان گونه به گودی گیجگاهی وصل می‌شود.
گودی گیجگاهی دربرگیرندهٔ ماهیچه گیجگاهی و عصب‌های گیجگاهی عمیق است.